# Ровенская детская железная дорога

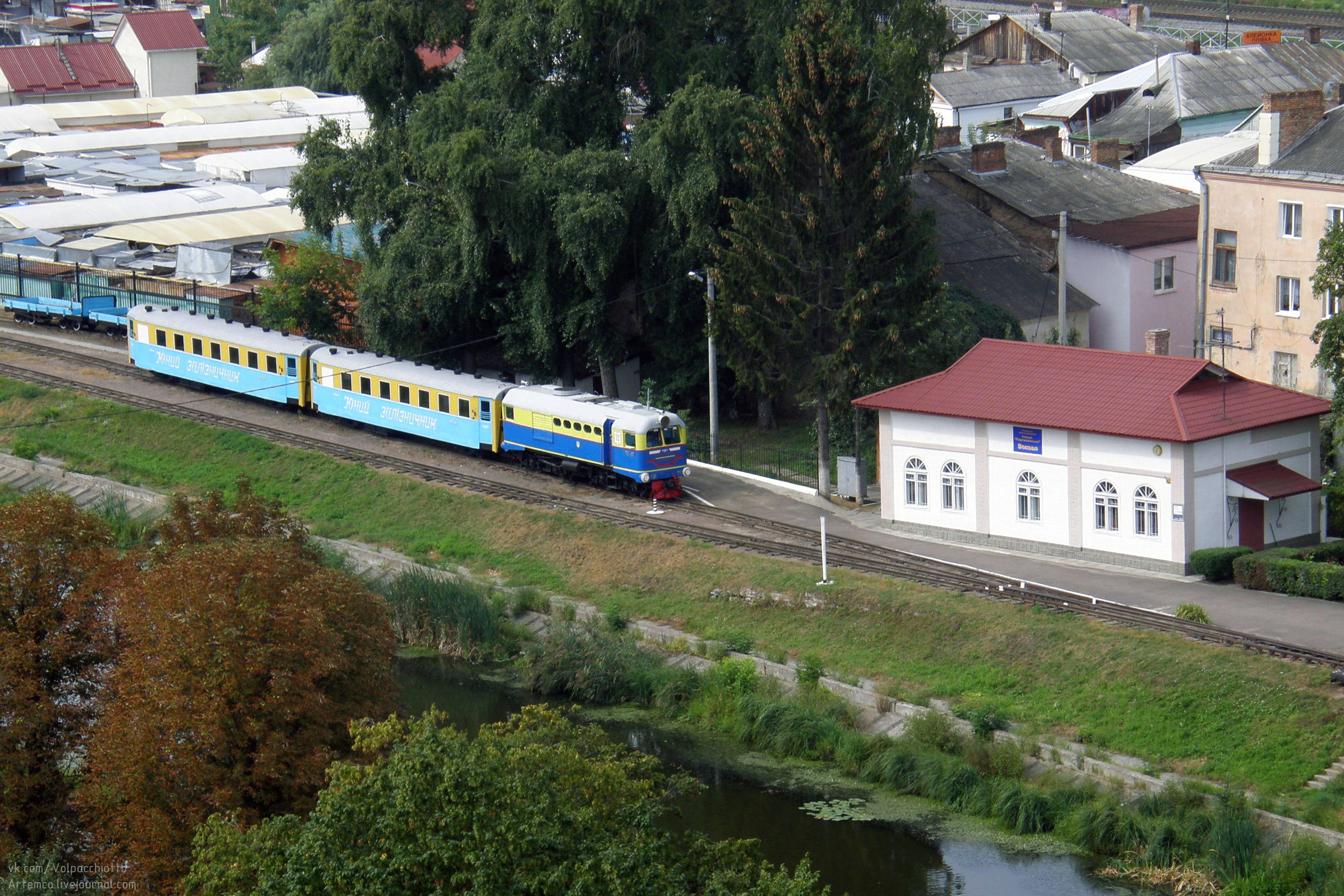
Станция «Партизанская»

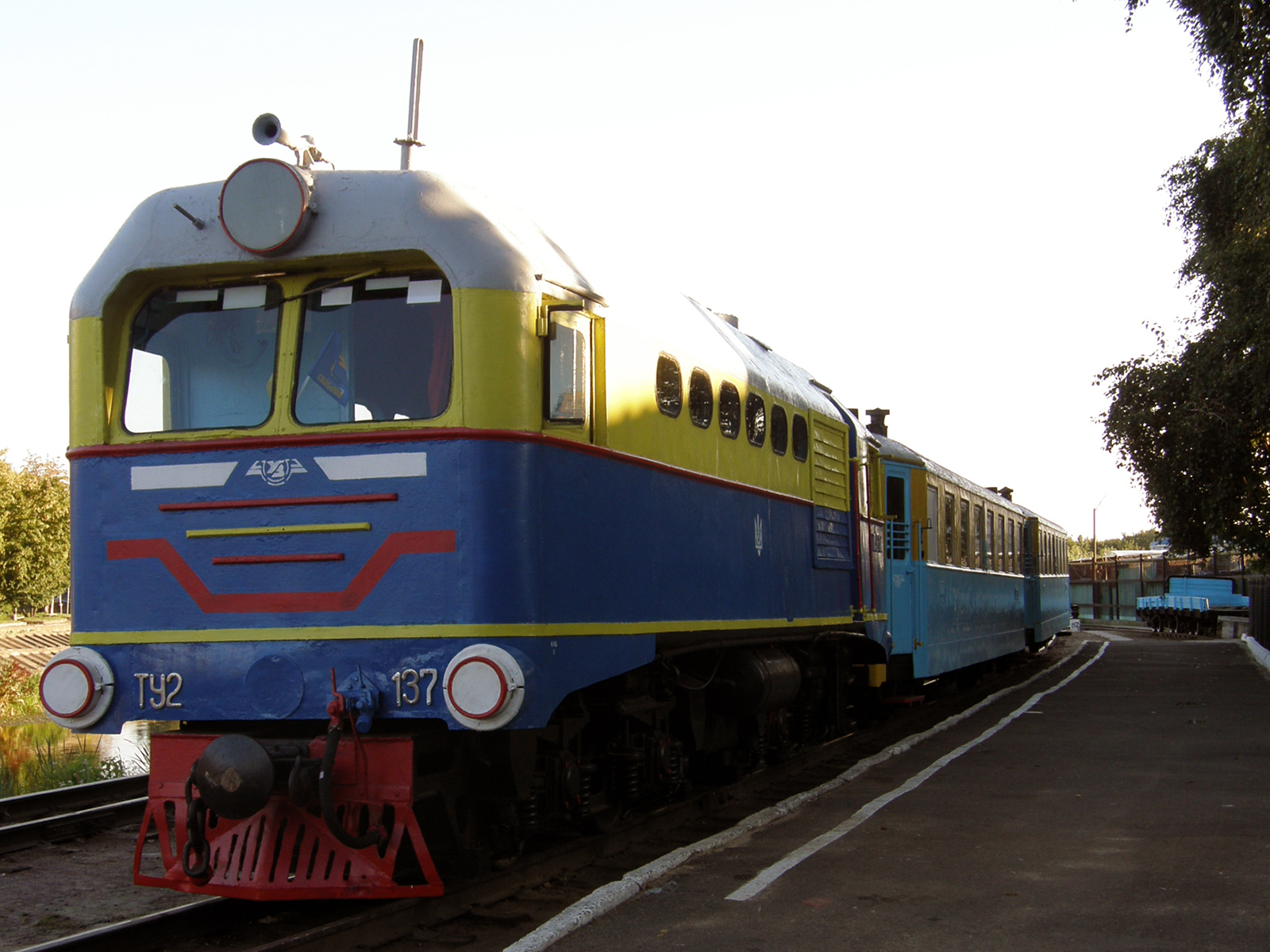
тепловоз ТУ2

Ро́венская де́тская желе́зная доро́га (укр. Рівненська дитя́ча залізни́ця) — узкоколейная железная дорога в г. Ровно (Западная Украина), учреждение внешкольного образования детей, знакомящее их с железнодорожными специальностями.
Дорога расположена в центре города, на берегу реки Устьи. Путь тупиковый, с двумя станциями — Партизанская и Озёрная (ранее Пионерская). В путь уложены рельсы Р43. Имеется мост и водопропускная труба.
Дорога работает с начала мая до конца августа, по субботам, воскресеньям и праздничным дням. Отправление первого поезда со ст. Партизанская в 11:00 и далее каждый час, до 16:00.

## История
Дорога построена в 1948—1949 годах, на волне послевоенного строительства детских железных дорог на Украине. Строительство вели путейцы ПЧ-7 Ковельской железной дороги, на воскресниках им помогали жители города. Торжественное открытие дороги состоялось 9 мая 1949 года.
В настоящее время на дороге работают тепловоз ТУ2-137 и 2 вагона Pafawag, а также 2 грузовые платформы.
К открытию в 1949 году перегон детской железной дороги оборудовали электрожезловой системой, обустроили межстанционную, стрелочную связь и дикторское вещание на станциях. В 1970 году устройства СЦБ и связи модернизированы — построены релейная полуавтоматическая блокировка, межстанционная, диспетчерская, стрелочная телефонная связь, локомотивная радиосвязь, станции радиофицированы.